# Tephrosia sinapou
Tephrosia sinapou är en ärtväxtart som först beskrevs av Pierre Joseph Buc'hoz, och fick sitt nu gällande namn av Auguste Jean Baptiste Chevalier. Tephrosia sinapou ingår i släktet Tephrosia och familjen ärtväxter. Inga underarter finns listade i Catalogue of Life.